# 리스 머르첼
리스 머르첼(헝가리어: Riesz Marcell, pronounced [ˈriːs ˈmɒrtsɛlː], 1886년 11월 16일 ~ 1969년 9월 4일)은 헝가리 태생의 수학자다. 해석학과 수론, 편미분 방정식 이론, 클리퍼드 대수의 연구에 기여하였다. 생애 대부분을 스웨덴에서 보냈다. 그의 형 리스 프리제시 또한 유명한 수학자다.

## 생애
헝가리 죄르에서 태어났고, 리스 프리제시의 남동생이었다. 부다페스트 대학교에서 박사 학위를 밟았다. 1911년 예스타 미타그레플레르의 초청을 받아, 스웨덴으로 이민하였다. 1911년부터 1925년 사이에는 스톡홀름 대학교에서, 1926년부터 1952년까지는 룬드 대학교에서 교수로 있었다. 1952년 은퇴한 뒤, 미국으로 이민하여 1962년까지 미국의 여러 대학교에서 머물렀다. 1962년 다시 룬드로 돌아왔고, 1969년 사망하였다.

## 참고 문헌
1. ↑  Gårding, Lars (1970), “Marcel Riesz in memoriam”, 《Acta Mathematica》 124: x–xi, doi:10.1007/BF02394565, ISSN 0001-5962, MR 0256837
2. ↑  Peetre, Jaak (1988). “Function spaces and applications (Lund, 1986)”. Lecture Notes in Math 1302. Berlin: Springer: 1–10. doi:10.1007/BFb0078859. MR 0942253. |장=이 무시됨 (도움말)